# Deluge (program)
A Deluge egy Pythonban írt, keresztplatformos BitTorrent kliens, amely a libtorrent-re - egy C++-ban írt - szoftverkönyvtárra épít. A program többféle módban képes kapcsolódni: szöveges konzolon, webes felületen és GTK+ segítségével grafikus felületen is). A Deluge licencelése GPLv3 szerint történik.

## Tulajdonságok
A Deluge célja, hogy egy könnyű, gyors, ugyanakkor számtalan tulajdonsággal felvértezett Bittorrent kliens legyen. Ennek eléréshez rengeteg fejlesztő készít hozzá plug-ineket.
A program 1.0-s verziójától fogva elkülönülten kezeli a felhasználói felületet. Az 1.1.0-es verziótól kezdve pedig - ami 2009 januárjában jelent meg - a program támogatja a magnet linkeket.

## A Deluge története vázlatosan
A Deluge fejlesztését két ubuntuforums.org tag, Zach Tibbitts és Alon Zakai kezdte el fejleszteni, eleinte a Google Code - mára bezárt - oldalán, később már saját oldalukra vitték át a fejlesztést.
A program eredeti neve gTorrent volt, utalva a GNOME desktop környezetre. Az első kiadás 2006. szeptember 25-én jelent meg.
A 0.5-ös verzió egy teljesen újraírt kódbázisra épült (a 0.4.x kódot írták újra), amely már lehetőséget biztosított többek között a kódolásra és az UPnP-re is.
A 0.5.4.1-es verziótól fogva támogatja a MacOS-t (a MacPorts-on keresztül).
A Deluge 1.1.1 és 1.1.3 közti verzióiból nem jelent meg windowsos változat, mert a windowsos csomagokat készítő fejlesztő elhagyta a projektet.